# Cantone di Ailly-sur-Somme
Il Cantone di Ailly-sur-Somme è una divisione amministrativa dell'arrondissement di Amiens.
È stato istituito a seguito della riforma dei cantoni del 2014, che è entrata in vigore con le elezioni dipartimentali del 2015.

## Composizione
Comprende i comuni di:
- Ailly-sur-Somme
- Airaines
- Argœuves
- Avelesges
- Belloy-sur-Somme
- Bougainville
- Bourdon
- Bovelles
- Breilly
- Briquemesnil-Floxicourt
- Camps-en-Amiénois
- Cavillon
- La Chaussée-Tirancourt
- Clairy-Saulchoix
- Creuse
- Crouy-Saint-Pierre
- Dreuil-lès-Amiens
- Ferrières
- Fluy
- Fourdrinoy
- Fresnoy-au-Val
- Guignemicourt
- Hangest-sur-Somme
- Laleu
- Le Mesge
- Métigny
- Molliens-Dreuil
- Montagne-Fayel
- Oissy
- Picquigny
- Pissy
- Quesnoy-sur-Airaines
- Quevauvillers
- Revelles
- Riencourt
- Saint-Aubin-Montenoy
- Saint-Sauveur
- Saisseval
- Saveuse
- Seux
- Soues
- Tailly
- Warlus
- Yzeux